# Tours des Adimari
Pour les articles homonymes, voir Adimari.
Les Torri degli Adimari sont deux anciennes maisons-tours du centre historique de Florence et sont situées dans le même bloc, appuyées contre le même bâtiment dans la via dei Calzaiuoli, l'une au coin de la via Tosinghi, l'autre au coin de la via del Corso. 

## LeCorso degli Adimari
La famille Adimari est l'une des plus anciennes de Florence, issue des marquis de Toscane, qui avaient des fonctions publiques depuis le XIe siècle. Leurs propriétés étaient principalement situées dans la Via dei Calzaiuoli, dans le tronçon le plus proche de la Piazza del Duomo, qui s'appelait Corso degli Adimari. 
Lorsque la rue a été élargie entre 1842 et 1844, de nombreuses maisons des Adimari ont été démolies, en particulier sur le côté gauche, comme la précieuse maison-tour placée dans le coin de la rue, à côté du bâtiment du Vénérable archi-fraternité de la Miséricorde de Florence. 
Au coin de la Via delle Oche, la Loggia degli Adimari, également détruite, dont on ne se souvient aujourd'hui que par une plaque. À la place de la Loggia del Bigallo, il y avait autrefois la Torre del Guardamorto, également des Adimari, qui a été détruite en 1248 après l'expulsion de leurs propriétaires, en tant que Guelfes. Une autre tour était probablement au coin du Vicolo degli Adimari, dont il ne reste que quelques traces dans les bâtiments suivants. 

## Les tours survivantes
L'actuelle Torre degli Adimari qui surplombe la Via del Corso remonte au XIIIe siècle et a été épargnée par les travaux d'agrandissement, car elle est déjà en position arrière. 
La tour a un portail voûté sur la Via Calzaiuoli et cinq fenêtres identiques à différents étages, résultat d'une restauration du XIXe siècle. La deuxième tour au coin de la Via Tosinghi a des caractéristiques similaires mais est plus basse.  

## Autres images

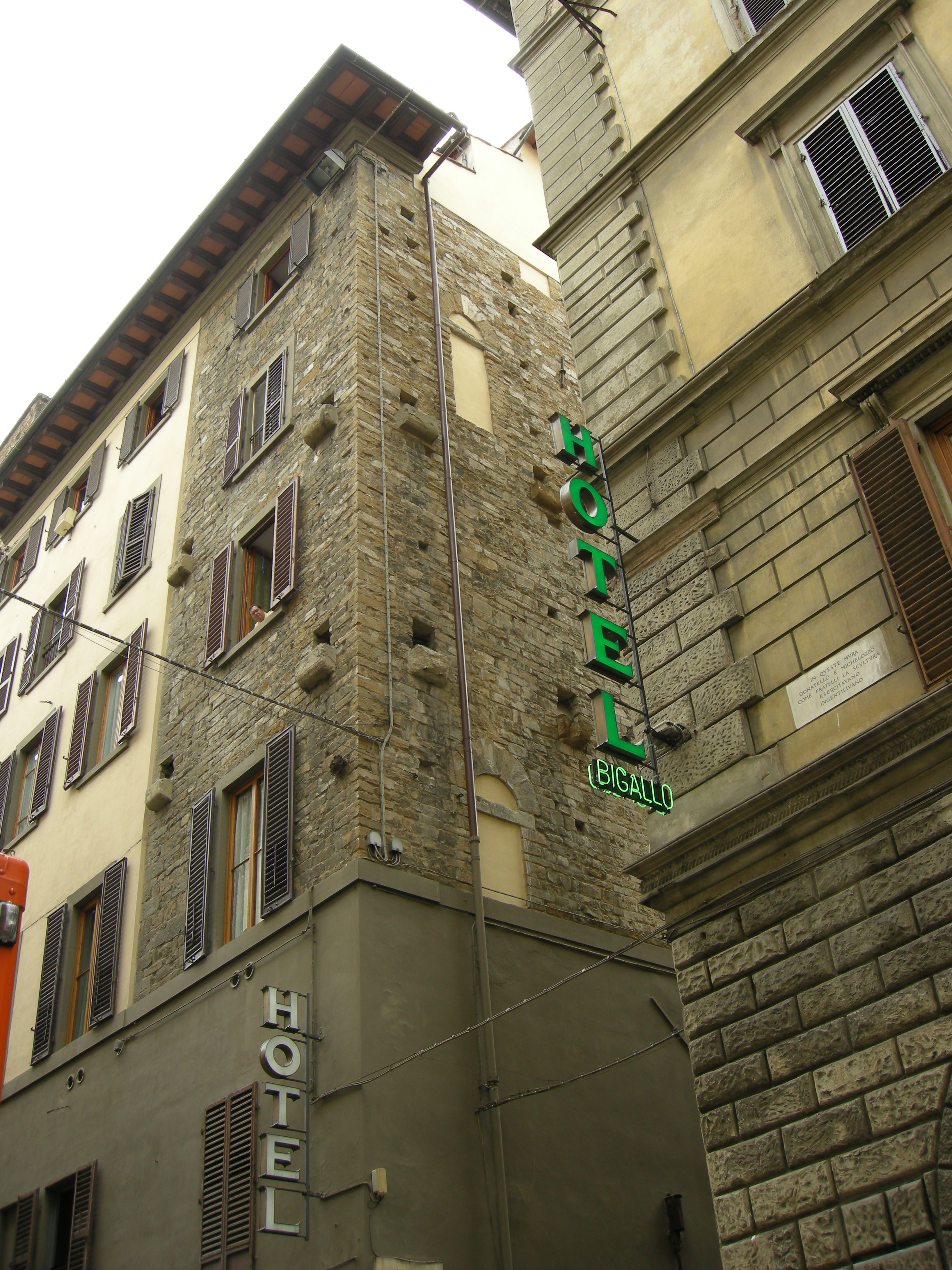
La première tour.
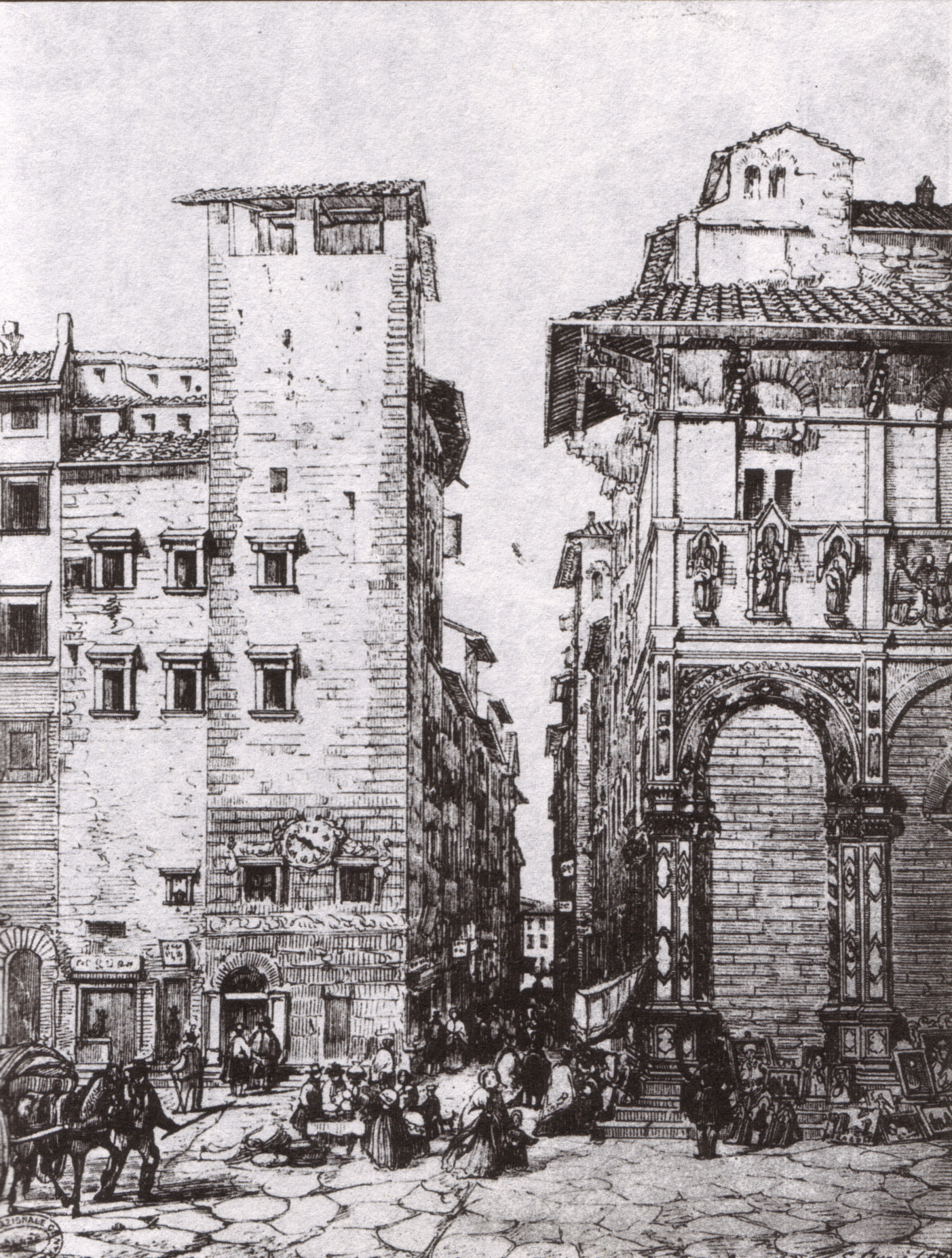
L'ancienne tour des Adimari (plus tard des Bardi) avant la démolition.
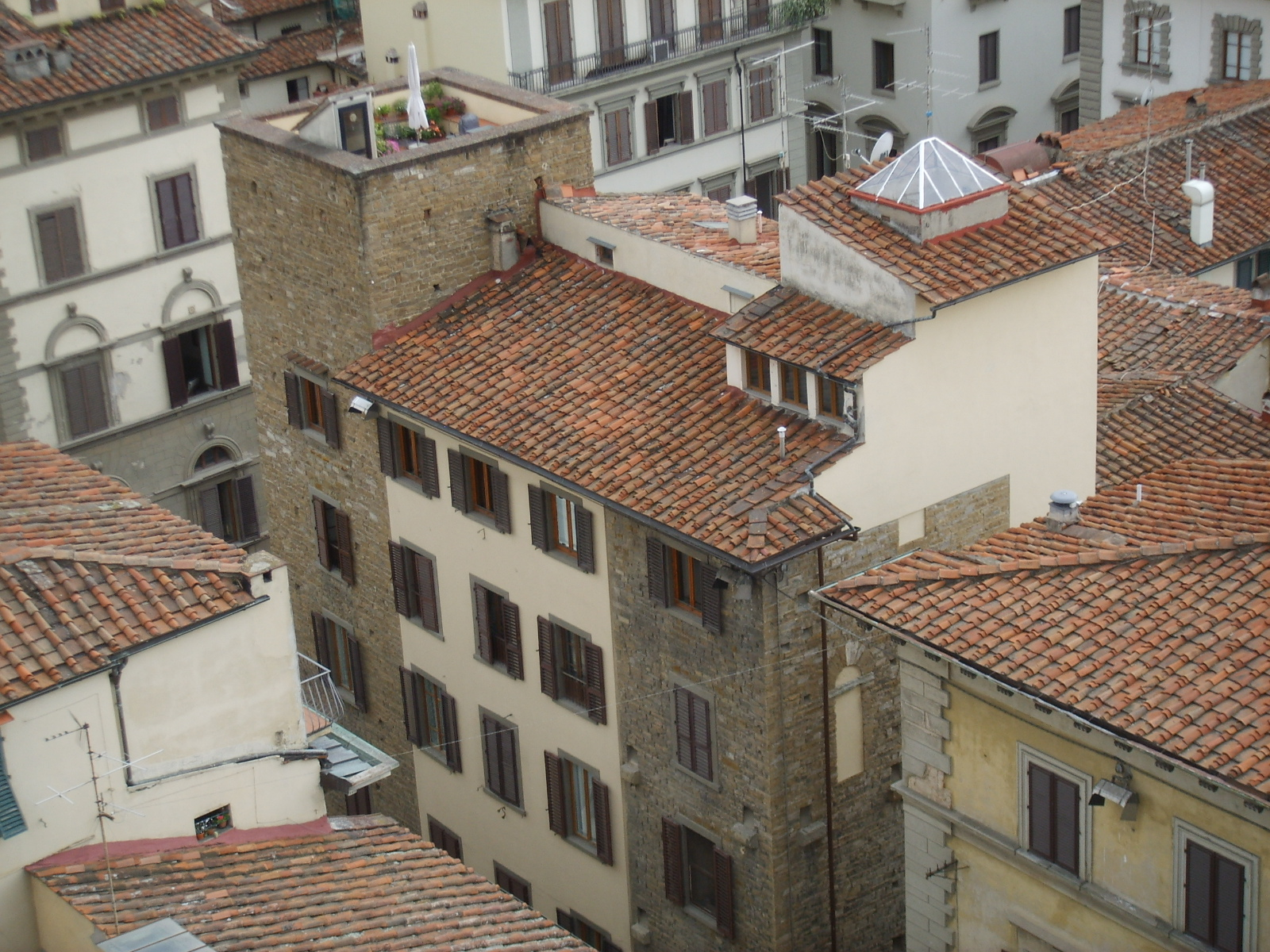
Les tours Adimari survivantes, vues du campanile de Giotto.
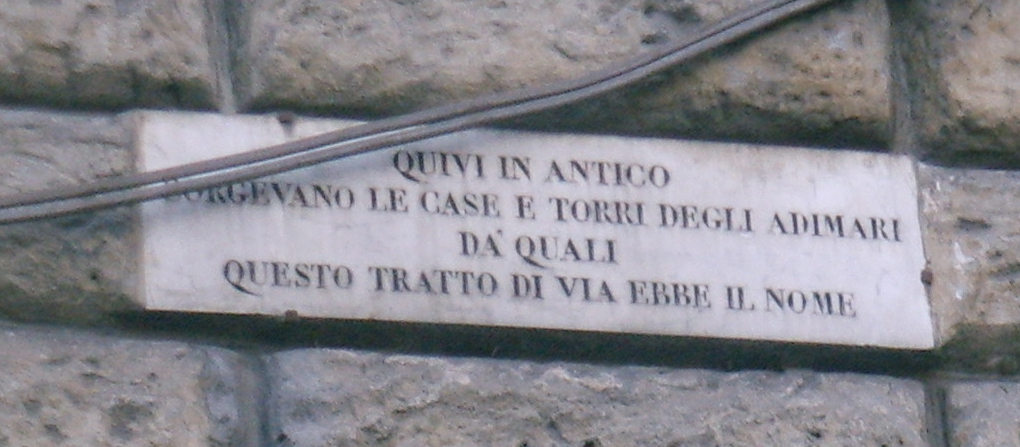
Plaque rappelant l'ancien Corso Adimari.
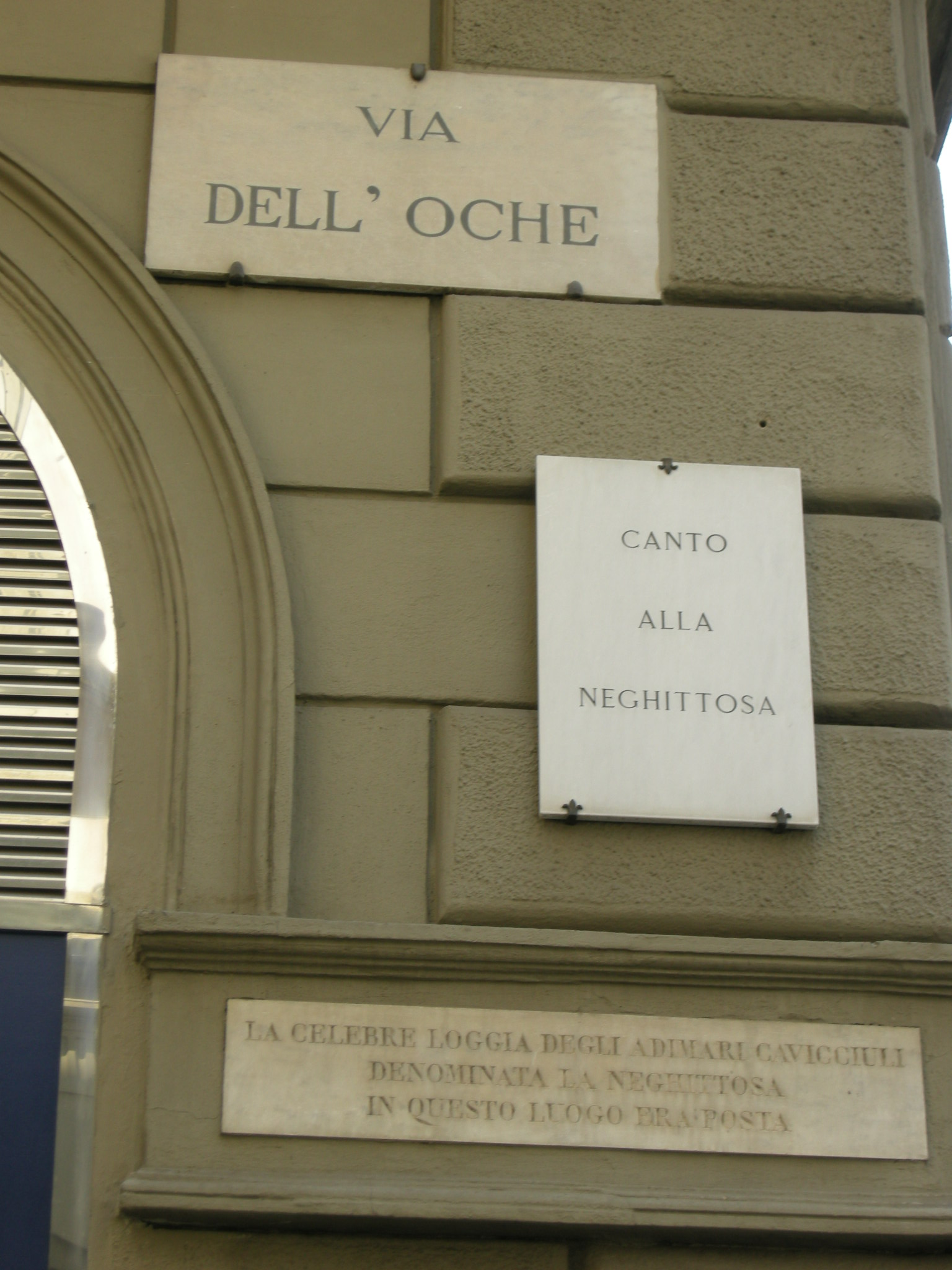
La plaque indiquant la Loggia alla Neghittosa.